# Літтлстаун (Пенсільванія)
Літтлстаун (англ. Littlestown) — місто (англ. borough) в США, в окрузі Адамс штату Пенсільванія. Населення — 4782 особи (2020).

## Географія
Літтлстаун розташований за координатами 39°44′43″ пн. ш. 77°5′21″ зх. д. / 39.74528° пн. ш. 77.08917° зх. д. (39.745171, -77.089214).  За даними Бюро перепису населення США в 2010 році місто мало площу 3,89 км², уся площа — суходіл.

## Демографія
Згідно з переписом 2010 року, у селищі мешкали 4434 особи в 1799 домогосподарствах у складі 1231 родини. Густота населення становила 1139 осіб/км².  Було 1951 помешкання (501/км²).
Расовий склад населення:
| - 96,0 % — білих - 0,9 % — чорних або афроамериканців - 0,4 % — азіатів - 0,2 % — корінних американців - 1,0 % — осіб інших рас |

До двох чи більше рас належало 1,4 %. Частка іспаномовних становила 2,5 % від усіх жителів.
За віковим діапазоном населення розподілялося таким чином: 25,1 % — особи молодші 18 років, 60,8 % — особи у віці 18—64 років, 14,1 % — особи у віці 65 років та старші. Медіана віку мешканця становила 37,6 року. На 100 осіб жіночої статі у селищі припадало 95,3 чоловіків;  на 100 жінок у віці від 18 років та старших — 88,6 чоловіків також старших 18 років.
Середній дохід на одне домашнє господарство  становив 60 324 долари США (медіана — 55 902), а середній дохід на одну сім'ю — 68 316 доларів (медіана — 62 560). Медіана доходів становила 47 716 доларів для чоловіків та 34 875 доларів для жінок. За межею бідності перебувало 9,3 % осіб, у тому числі 16,7 % дітей у віці до 18 років та 3,6 % осіб у віці 65 років та старших.
Цивільне працевлаштоване населення становило 2312 осіб. Основні галузі зайнятості: освіта, охорона здоров'я та соціальна допомога — 22,7 %, виробництво — 17,7 %, роздрібна торгівля — 10,9 %, будівництво — 9,4 %.